# Hrabstwo Ravalli
Hrabstwo Ravalli (ang. Ravalli County) – hrabstwo w stanie Montana w Stanach Zjednoczonych. Obszar całkowity hrabstwa obejmuje powierzchnię 2400,32 mil² (6216,8 km²). Według spisu w 2020 roku liczy 44,2 tys. mieszkańców. Jego siedzibą jest Hamilton.
Hrabstwo powstało w 1893 roku. Gospodarka hrabstwa opiera się na przemyśle drzewnym i turystyce.

## Sąsiednie hrabstwa
- Hrabstwo Missoula – północ
- Hrabstwo Granite – północny wschód
- Hrabstwo Deer Lodge – wschód
- Hrabstwo Beaverhead – południowy wschód
- Hrabstwo Lemhi, Idaho – południe
- Hrabstwo Idaho, Idaho – zachód

## Miasta
- Darby
- Hamilton
- Pinesdale
- Stevensville

## CDP
- Charlos Heights
- Conner
- Corvallis
- Florence
- Sula
- Victor

## Demografia
Według danych z 2020 roku, 92% stanowią białe społeczności nielatynoskie, ponadto istniały społeczności latynoskie, rdzennych Amerykan, oraz Azjaci i Afroamerykanie.

## Religia
Według danych z 2010 roku w krajobrazie religijnym dominują społeczności ewangelikalne (ponad 4 tys. członków), mormońskie (2,6 tys.), protestanckie (2,5 tys.) i katolickie (2,2 tys.). 